# Translokon

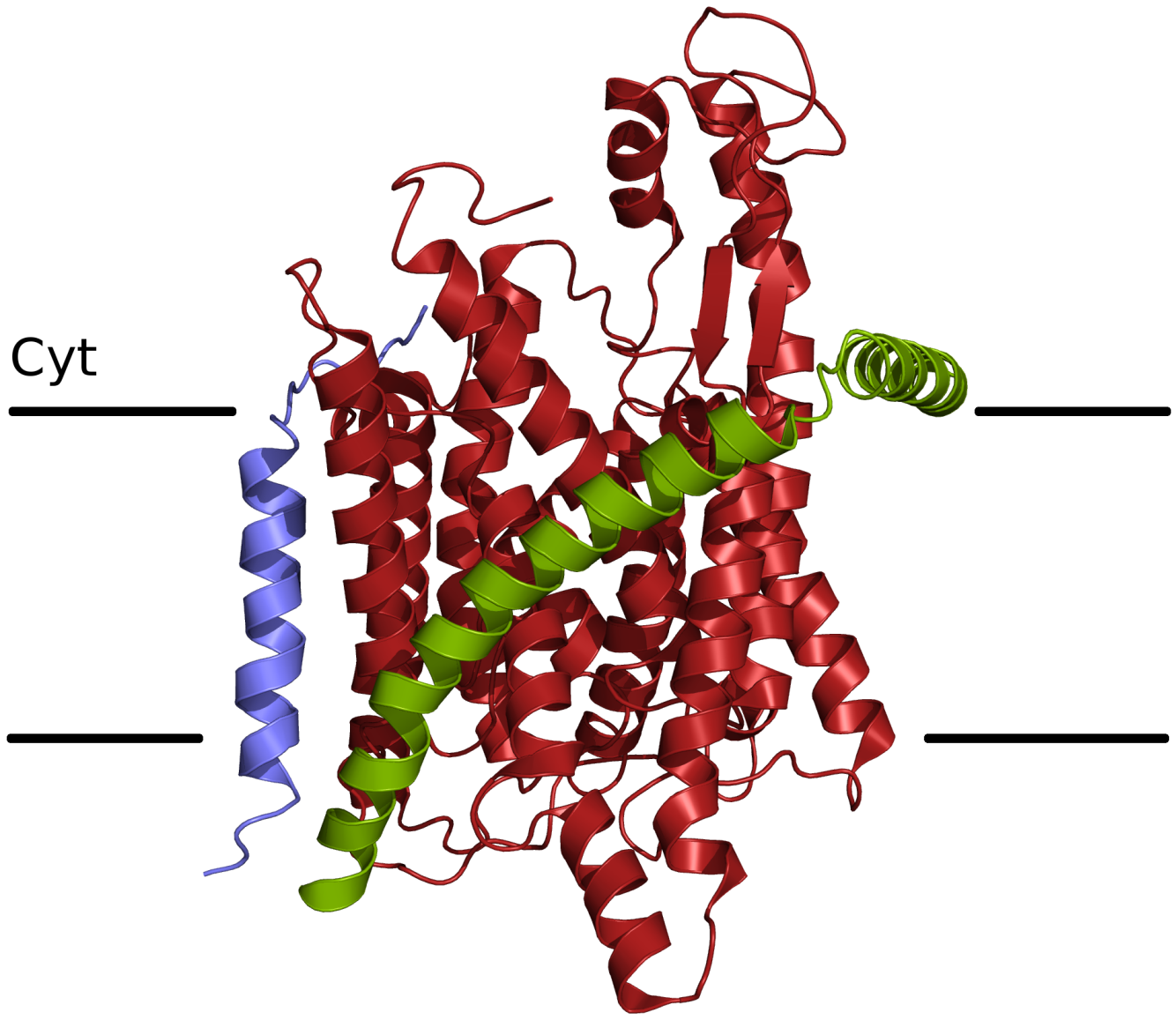
Archebakteriální translokon v membráně druhu Methanococcus

Translokon (protein-conducting channel – PCC) je komplex proteinů v membráně, který umožňuje přenos proteinů přes ni nebo do ní.

## Bakteriální
U bakterií je tvořen převážně proteinem SecYE (SecY), který je umístěn na bakteriální cytoplazmatické membráně. Existuje i obdobně fungující Tat translokon.

## Eukaryotický
U eukaryotických organismů existuje hned několik translokonů. Ten nejznámější umožňuje přenos proteinů na membráně endoplazmatického retikula, tzv. kotranslační translokaci po vazbě ribozomu s SRP receptorem. Skládá se z několika Sec61 proteinů. Translokonem na vnější membráně chloroplastů tvoří Toc proteiny, na vnitřní membráně translokaci umožňují Tic proteiny. Mitochondriální membrány a přenos přes ně řídí komplexy Tim a Tom proteinů. Podobné označení „retrotranslokon“ se používá pro málo prozkoumaný kanál, jímž se z endoplazmatického retikula přenáší proteiny zpátky do cytosolu v ERAD dráze.